# Сёстры Лисициан
Сёстры Лисициан — Карина Павловна (род. 1938) и Рузанна Павловна (род. 1945) — российские и армянские певицы и музыкальные педагоги.
Карина и Рузанна являются дочерями советского певца Павла Лисициана, солиста Большого театра СССР. С детства сёстры росли в музыкальной семье, учились в Центральной музыкальной школе при Московской консерватории по классу фортепиано и арфы. Позже учились в Институте имени Гнесиных по классу пения.
С 1965 года вместе выступали в составе ансамбля старинной музыки «Мадригал», семейного квартета с участием отца Павла Лисициана и брата Рубена Лисициана. В 1974 году сёстры впервые выступили вдвоём в Концертном зале имени Чайковского. С тех пор дуэт сестёр Лисициан приобрёл большую популярность в СССР и других странах. В их репертуаре классические произведения эпохи Возрождения, музыка авторов XVIII—XIX столетий, образцы русской камерной музыки, а также песни советских композиторов.